# Taridius wrasei
Taridius (Perseus) wrasei – gatunek chrząszcza z rodziny biegaczowatych i podrodziny Lebiinae.

## Taksonomia
Gatunek opisany został w 2010 roku przez Ericha Kirschenhofera. Holotypem jest samiec odłowiony w 2002 roku. Nazwa gatunkowa została nadana na cześć Davida W. Wrase'a.

## Opis
Chrząszcz o długości ciała do 7,5 do 7,8 mm i szerokości od 3 do 3,1 mm. Głowa i przedplecze czarne. Brzegowe zagłębienie pokryw i przedplecza szeroko-jasnobrązowe.  Pokrywy żółtawo-brązowe z czarnymi plamkami. Czułki i odnóża rudożółte. Żuwaczki brązowawe. Spód ciała czarniawo-brązowy. Epipleury i boki odwłoka żółtawo-brązowe. Od T. sabahensis odróżnia się gęściejszą mikrorzeźbą, mniej rozbudowanymi plamkami i wyglądem płata środkowego aedeagusa i mniejszymi rozmiarami.

## Ekologia
Z gatunkiem tym występuje sympatrycznie Taridius sabahensis.

## Występowanie
Gatunek ten jest endemitem Malezji, znanym wyłącznie z prowincji Sabah.